# 田邊雅章

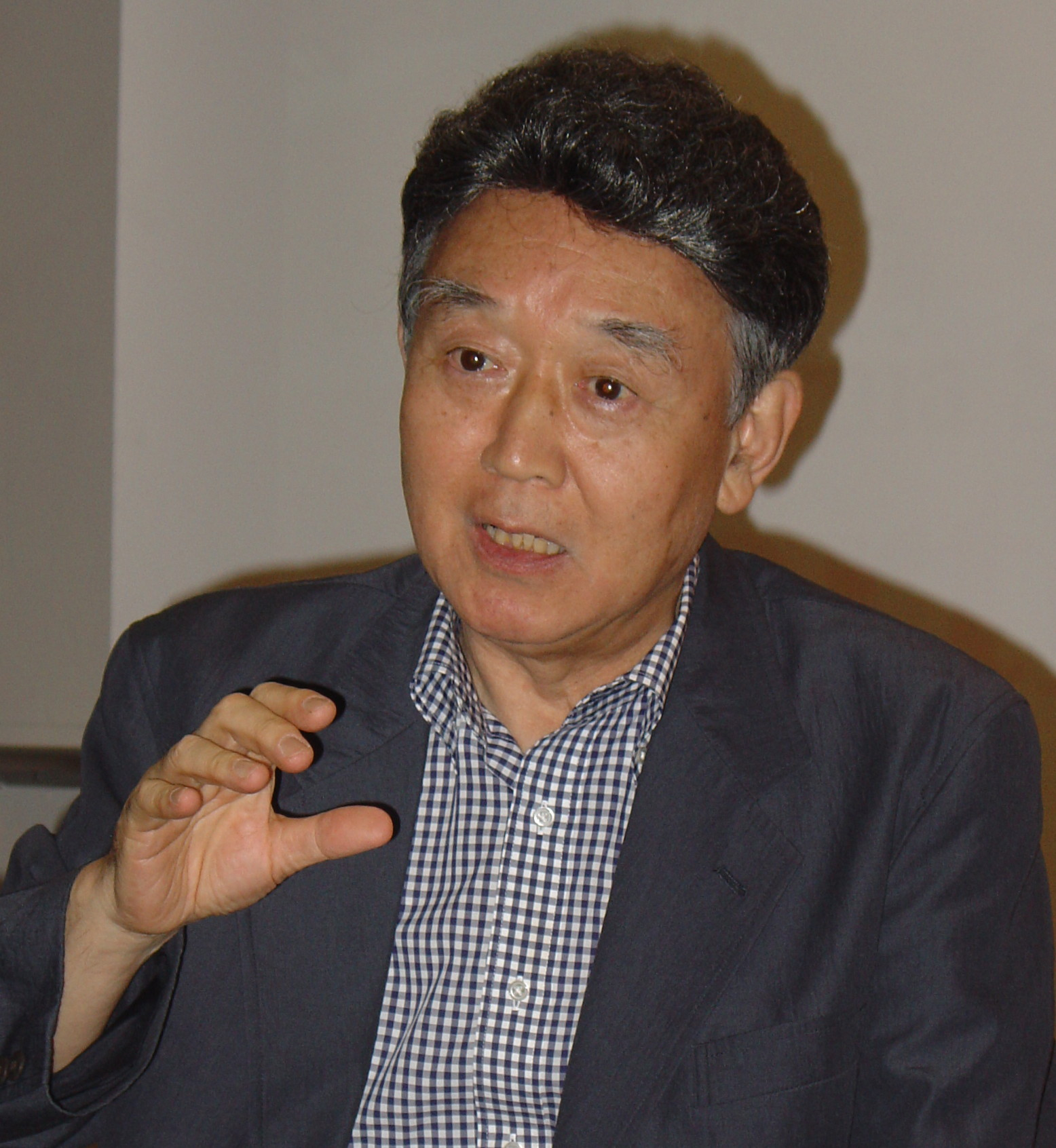
カリフォルニア州立大学での講演風景

田邊雅章（たなべ まさあき、1937年12月13日 - ）は、日本の映像作家。（株）ナック映像センター代表取締役。本名・俊彦（としひこ）。

## 略歴
広島市生まれで父は軍人。市内猿楽町（現・中区大手町）・産業奨励館（原爆ドーム）東隣の生家で育つ。山口県の母の実家に縁故疎開中の1945年、原爆投下により実家に残っていた父・母・弟を失う。自らも家族を捜すため入市し二次被爆した。
原爆投下から9日後の8月15日、終戦となったこの日に父親が死去（敗戦に伴う自害ではなく、原爆の影響による戦傷死）。軍人であった父親は自らが被爆したこともあり、米軍に対して拭いきれない憎しみを抱きながら軍刀を傍に置いたまま亡くなったという。更には、祖父が亡息（田辺の父）の軍刀を形見として遺したかったにも拘わらず、米軍に取り上げられてしまった。このような経緯を経ているため、田辺は米軍ならびにアメリカ人そのものに対して強い憎悪の念を抱き、復讐を決意した。ゆえに原爆問題に対しては強い想い入れがあり、自身の娘がアメリカ人と結婚した後も「敵国の人間との結婚」を長い間受け入れられなかったという。
戦後、広島市立国泰寺中学校在学中、被爆した子供たちの体験文集『原爆の子』に手記を寄せ、同書の刊行をきっかけに長田新の主導で結成された「原爆の子友の会」に参加した。また『原爆の子』をもとに制作された映画「ひろしま」の制作にも協力し、映像の世界を志すようになった。しかし、高校進学に関連して「友の会」の活動を教師から注意されたことで、その後長い間原爆・被爆者に関わる活動から遠ざかり、山口県の高水高校に進学した。
日本大学芸術学部卒業後の1960年に中国新聞社に就職、ニュース映画の制作に従事したが、原爆報道に関わる仕事は回避し続けた。その後1973年新聞社を退職し独立、「南太平洋の旅」など海外での単独取材を行った。そして雅章と改名し1975年にナック映像センターを設立し社長に就任、中国地方5県のTVネットワークでのドキュメンタリー番組を多数制作した。
原爆ドームの世界遺産登録後、被爆体験の風化を憂い、長い間避けてきた原爆関連の仕事に取り組むことを決意、1998年より爆心地復元映像製作委員会主管に就任した。このなかで史上初めて原爆ドームを中心とした旧・猿楽町をコンピュータグラフィックスにより復元する事業に取り組み、「原爆ドームと消えた街並み」（1998年完成）・「爆心地猿楽町復元〜ヒロシマの記憶〜」（2002年）・「ヒロシマ・グラウンド・ゼロ〜あの日、爆心地では〜」（2005年）の3作品と総集編として「爆心地〜ヒロシマの記録〜」（2006年）を完成させた。2007年、ニューヨークの国連本部で「爆心地」の上映を実現した。
平成19年度（2007年）「広島市民賞」（爆心地復元を通じて国際平和貢献）、平成20年度（2008年）「広島文化賞」（爆心地復元を通じて地域文化への貢献）を受賞。同年には自分の人生と爆心地復元プロジェクトとの関わりを回顧した自伝『ぼくの家はここにあった』を刊行した。
2010年「平和公園復元事業」（旧中島町のCG復元）「ヒロシマからの伝言」～原爆で失ったもの～を完成、国連NPT会議・アメリカ南カリフォルニア大学・コロンビア大学にて上映と講演。政府「非核特使」として中東（エジプト・クエート）訪問し、映画祭基調講演を果たした。同年、著書『原爆が消した廣島』を刊行。翌2011年日米有識者会議「失われた文化遺産VR復元伝承」パネリスト政府非核特使として外国人記者招へい事業（外務省）で上映と講演をした。
2012年ドイツ訪問（ベルリン他４都市で上映・講演）。著書『少年Tのヒロシマ』刊行（第三文明社）。

## 著作
- 『ぼくの家はここにあった 爆心地〜ヒロシマの記録〜』朝日新聞出版、2008年 ISBN 9784023501249
- 『原爆が消した廣島』文藝春秋社、2010年
- 『少年Ｔのヒロシマ』第三文明社、2012年